# Ольштын (Силезское воеводство)
Ольштын (пол. Olsztyn)  —  город  в Польше, входит в Силезское воеводство,  Ченстоховский повят. Административный центр городско-сельской гмины Ольштын. 
Расположен примерно в 15 км к юго-востоку от административного центра повята г.Ченстоховы.
Занимает площадь 34,25 км². Население — 2499 человек (на 2022 год).
Через Ольштын проходит туристический маршрут Путь Орлиных Гнёзд.

## История
Название Ольштын является топонимом более ранней формы Holsztyn и происходит от немецкого языка (Hohlstein). В своей первоначальной форме оно, вероятно, было Гольштейном или Холенштейном и относилось к месту происхождения поселенцев, основавших город. Название Ольштын впервые появилось в документах в 1620 году. 
Начало поселения тесно связано с созданием крепости, которая впервые упоминается в 1306 году.
Первые упоминания датируются XVI веком. 
Ольштын обладал городскими правами в 1488–1870 годах, восстановив их в 2022 году.

## Достопримечательности
- Ольштынский замок 13 века
- Церковь св. Иоанна Крестителя
- Историческое кладбище, где покоится прах нескольких сотен советских военнопленных , расстрелянных немцами в 1941–1944 гг.

## Персоналии
- Борковиц, Мацей ( 1298 — 1360 ) — государственный и военный деятель.

- Ольштынский замок
- Церковь св. Иоанна Крестителя
- Здание местной администрации
- Рыночная площадь
- Военное кладбище